# Holon : Anamnesis
Holon : Anamnesis ist das zweite Studioalbum der Artcore-Band The Hirsch Effekt. Es wurde am 31. August 2012 veröffentlicht und ist der 2. Teil der Holon-Trilogie.

## Stil
Auf Holon : Anamnesis kombiniert die Band Progressive Metal, Indie-Rock, Math- und Emocore mit Musikstilen außerhalb dieser Stilrichtungen wie Electronica oder orchestrale Musik. Der Titel des Albums (zu Deutsch: „Holon: Erinnerung“) knüpft direkt an den Namen des Debütalbums Holon : Hiberno an.

### Texte
Das Album ist ausnahmslos in deutschsprachigen Texte geschrieben, mit Ausnahme der Frage „What took you so long?“ im Stück Limerent. Lyrisch wird das Thema der beendeten Fernbeziehung von Holon : Hiberno aufgegriffen und fortgeführt. Nach anfänglicher Euphorie zerbricht das Lyrische Ich im Verlauf des Albums zusehends an der Situation und seinen Ängsten (Ligaphob lat. Liga-, „Bindung“ und griech. -phob, „ängstlich“).

„...vielleicht reinigt ja das dann mich von meiner Angst, uns ins Auge zu sehen.“

Schließlich beendet die andere Person die Beziehung,

„...wenn gar nichts bleibt, mir zu sagen, mir zu zeigen: Das war ein für alle Mal.“

was zu einem Wutausbruch (Ira, lat. „Wut“) führt,

„Was denkst du eigentlich, wer du bist, mein Ego so zu ficken?“

der schließlich in Akzeptanz endet.

„Vielleicht ist das auch viel besser so, besser immerhin für dich.“

Das abschließende Datorie beendet das Album mit Resignation und Zuversicht auf Besserung:

„Solang´ ich leide für ganz allein mein Herz - Was beweis´ ich wem?“

Das Album eröffnet und schließt mit den Worten: „Wer sich jetzt noch umdreht ist selber schuld.“ Der Satz hat zwei Bedeutungen: Einerseits die Euphorie, aber auch Naivität zu Beginn der Beziehung, andererseits den Kampf mit der Aufarbeitung nach dem Ende.
Nach dem Stück Datorie hört man die Audiospur einer Videobotschaft, die Sänger Nils Wittrock einst von seiner Freundin zugesandt bekam. Ein kürzerer Sample hiervon war bereits auf Holon : Hiberno im Song Laxamentum. zu hören.

### Arrangements
Das Album beginnt und endet mit Orchesterklängen. Streich- und Blasinstrumente wurden mittels vollständiger Partituren arrangiert, zur Umsetzung standen The Hirsch Effekt mit Tim Tautorat und Max Trieder ein Produzententeam zur Seite. Auf Holon : Anamnesis sind 32 Gastmusiker zu hören.

## Rezeption
Die deutschsprachigen Musikmedien betonen in der durchweg positiven Kritik der Platte die Reife und Professionalität. Fabian Broicher vom Musikblog Rote Raupe findet Holon : Anamnesis „noch drei bis vier Spuren erstaunlicher als das Debüt“ und schreibt:

„Ich bin mir obendrein ziemlich sicher, dass es dieses Jahr keinen vergleichbaren Tonträger mehr geben wird, der dermaßen clever Stile einer ganzen Plattensammlung so kohärent verbindet.“

Carsten Sandkämper von der Visions vergibt in seiner Bewertung die Höchstpunktzahl (12 Punkte) und befindet:

„Bis zur kongenialen Verdeutlichung einer Rollenverkehrung (dieser Spoiler wäre hier einfach zu viel des Guten), hat Holon: Anamnesis seinen Vorgänger übertrumpft.“

Mark Read von Plattentests.de vergibt 8 von 10 Punkten in seinem Review und schreibt:

„The Hirsch Effekt sind nach wie vor eine höchst aufregende Band. (...) Schräge Riffs reiben sich aneinander, während die Band mit ungeraden Rhythmen jede Gefühlsduselei weichklopft und Wittrock unnachahmlich zwischen Klagegesang und wüstem Gebelle pendelt.“

## Titelliste
1. Anamnesis (3:01)
2. Limerent (4:25)
3. Absenz (5:55)
4. Agitation (9:18)
5. Ligaphob (9:17)
6. Mara (11:47)
7. Irrath (6:40)
8. Ira (7:35)
9. Datorie (8:21)